# طبل‌نوازی (پاشلک)

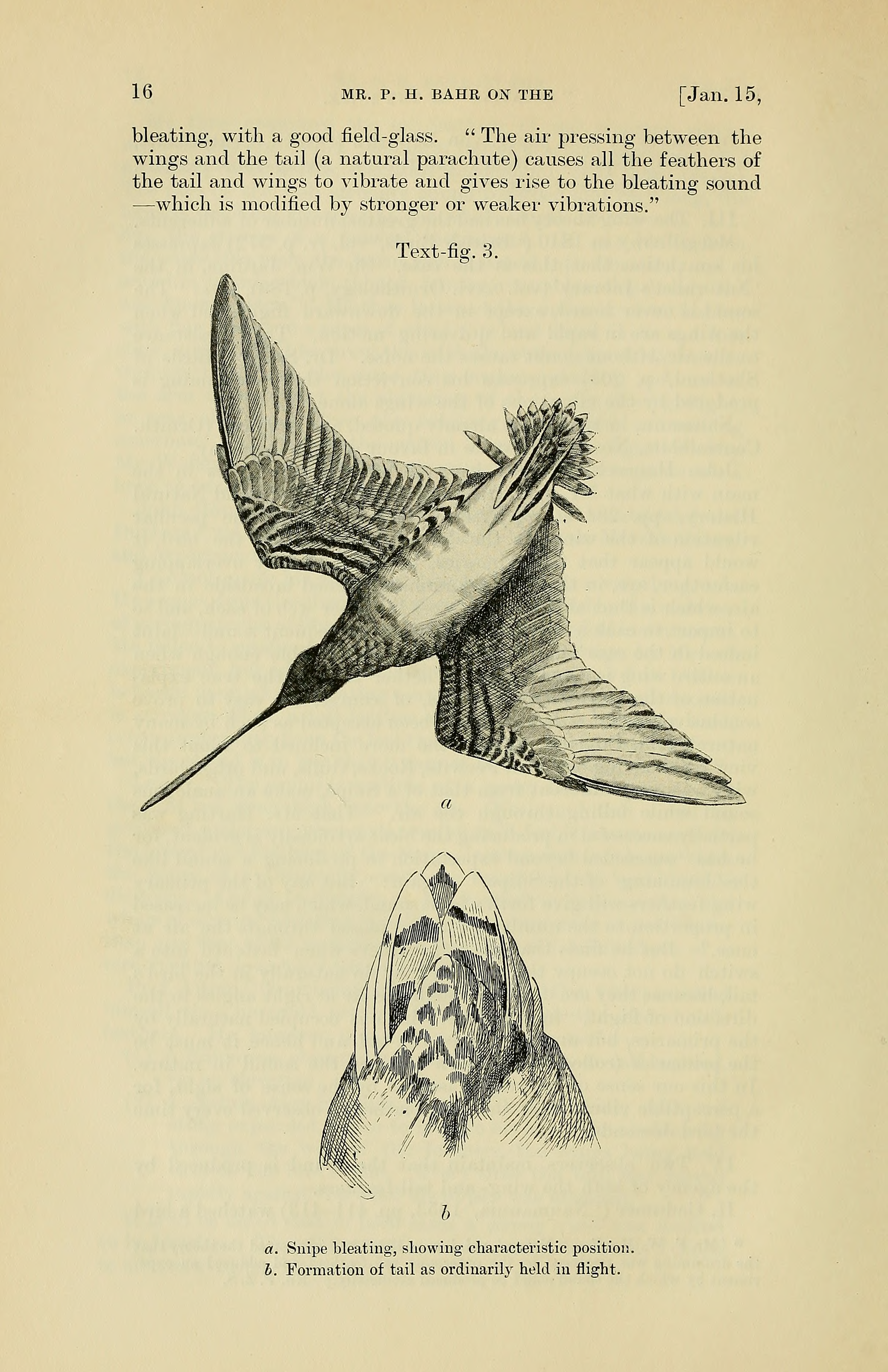
پاشلک معمولی (Gallinago gallinago) نشان داده شده در حال طبل‌نوازی

طبل‌نوازی (به انگلیسی: Drumming) (همچنین با عنوان bleating یا winnowing) صدایی است که توسط پاشلک به عنوان بخشی از پروازهای نمایشی جفت‌خواهی آنها تولید می‌شود. صدا به‌طور مکانیکی (و نه صوتی) توسط ارتعاش پرهای دم بیرونی هنگام پرواز به سوی پایین و جابجایی چرخشی تولید می‌شود. نمایش طبل‌نوازی معمولاً هنگام پگاه‌رو است، اگرچه می‌توان آن را در هر نقطه‌ای در طول فصل تولیدمثل و همچنین به‌طور پراکنده در طول دوره مهاجرت آنها شنید. طبل‌نوازی معمولاً در زمینهٔ نمایش جفت‌یابی شنیده می‌شود، اما همچنین می‌تواند به عنوان وسیله‌ای برای حواس‌پرتی هنگامی که مزاحمان خاص یا شکارچیان احتمالی در آن منطقه هستند نمایش داده شود - این می‌تواند به نفع پاشلک نر در جذب جفت ماده باشد. آب و هوا نیز می‌تواند بر ویژگی‌های آکوستیک نواختن طبل‌نوازی تأثیر بگذارد - هوای مرطوب‌تر اجازه نمی‌دهد صدا تا این اندازه منتقل شود و صدای عمیق‌تری ایجاد می‌کند.